# Hotel Sheraton Montevideo
Sheraton Montevideo fue un hotel de la ciudad de Montevideo operado por la firma Sheraton que funcionó hasta el año 2020. 
Su edificio de gran altura está ubicado detrás del Punta Carretas Shopping, en el barrio de Punta Carretas en Montevideo, la capital de Uruguay y contaba con 207 habitaciones comunes y 10 suites. 

## Historia
El edificio de 96 metros de altura y 22 pisos fue inaugurado en 1999. Su apertura significó la primera cadena hotelera cinco estrellas en el país de la firma Sheraton. 
En octubre de 2020, debido a la crisis sanitaria a consecuencia del covid 19, y la inminente crisis que significó para el sector turístico y hotelero, la cadena contó con pérdidas mayores a 6,2 millones de dólares estadounidenses en un período de 6 meses, lo que motivó a que el hotel se declarara en quiebra, subastando todos sus inmuebles y abandonando así la capital uruguaya.